# Her (phim)
Her (tạm dịch: Nàng) là một bộ phim lãng mạn hài hước xen lẫn chính kịch phát hành năm 2013 của Mỹ, do Spike Jonze viết kịch bản kiêm đạo diễn và sản xuất, với phần nhạc phim được nhóm nhạc Arcade Fire đảm nhận và phần quay phim do Hoyte van Hoytema thực hiện. Đây là bộ phim đầu tiên mà Jonze chắp bút kịch bản, kể về chuyện tình giữa Theodore Twombly (Joaquin Phoenix), một người đàn ông nuôi giữ tình cảm, và Samantha (Scarlett Johansson), một hệ điều hành máy tính có trí thông minh nhân tạo được nhân cách hóa thông qua giọng nói của mình. Ngoài ra, tác phẩm còn có sự góp mặt của các diễn viên Amy Adams, Rooney Mara cùng Olivia Wilde.
Jonze đã thai nghén ý tưởng cho bộ phim này từ đầu thập niên 2000, lúc tìm thấy bài báo về một trang mạng sử dụng trí thông minh thuật toán nhân tạo để giao tiếp với con người. Sau khi thực hiện I'm Here (2010), một bộ phim ngắn có cùng chủ đề, Jonze tiếp tục trở lại với ý tưởng này. Anh viết nên kịch bản nháp đầu tiên trong vòng 5 tháng. Giai đoạn ghi hình của phim diễn ra tại Los Angeles và Thượng Hải vào giữa năm 2012. Vai diễn Samantha được phân lại vai cho Johansson, thay vì Samantha Morton như dự kiến. Những cảnh phim mới được quay vào tháng 8 năm 2013 sau lần thay vai này.
Her được công chiếu trong khuôn khổ Liên hoan phim New York vào ngày 12 tháng 10 năm 2013. Hãng Warner Bros. Pictures ban đầu chỉ phát hành tác phẩm một cách giới hạn tại 6 rạp chiếu vào ngày 18 tháng 12. Sau đó, phim mở rộng lên đến hơn 1.700 rạp chiếu tại Hoa Kỳ và Canada vào ngày 10 tháng 1 năm 2014. Kể từ lúc ra mắt, Her đã nhận về cơn mưa lời khen từ giới chuyên môn và đạt doanh thu hơn 47 triệu USD, so với kinh phí bỏ ra là 23 triệu đô.
Tác phẩm đã giành nhiều giải thưởng và đề cử, chủ yếu là cho phần kịch bản của Jonze. Tại giải Oscar lần thứ 86, Her nhận 5 đề cử, trong đó có hạng mục Phim hay nhất và mang về tượng vàng giải Kịch bản gốc xuất sắc nhất. Đồng thời, Jonze cũng thắng cử tại giải Quả cầu vàng lần thứ 71, giải Hiệp hội tác giả Hoa Kỳ lần thứ 68, giải Sự lựa chọn của nhà phê bình lần thứ 19 cũng như giải Sao Thổ lần thứ 40 cho kịch bản của mình.

## Nội dung
Vào năm 2025, Theodore Twombly (Joaquin Phoenix) là một người đàn ông cô đơn và có lối sống nội tâm, làm nghề viết thư cho những người gặp khó khăn trong việc biểu lộ cảm xúc bản thân. Cảm thấy chán nản sau khi ly dị cùng người tình từ thuở ấu thơ Catherine (Rooney Mara), Theodore đặt mua một hệ điều hành máy tính có trí tuệ nhân tạo và khả năng học hỏi, giao tiếp như con người. Anh muốn hệ điều hành này mang giọng nữ và tự nhận là "Samantha" (Scarlett Johansson). Theodore bị mê hoặc bởi khả năng học hỏi và phát triển tâm lý của cô ấy. Họ nhanh chóng trở nên thân thiết thông qua những cuộc tranh luận về tình yêu và cuộc sống. Samantha chứng tỏ mình luôn là người độc thân, có tính hiếu kỳ và quan tâm, thông cảm và không đòi hỏi.
Samantha thuyết phục Theodore đến xem mắt Amelia (Olivia Wilde), một cô gái mà Amy (Amy Adams) cố gắng mai mối cho anh. Cuộc hẹn diễn ra tốt đẹp nhưng Theodore lại lưỡng lự khi hứa gặp Amelia lần nữa, khiến cô xúc phạm anh và bỏ đi. Theodore đề cập đến chuyện này với Samantha và họ cùng nhau trò chuyện về những mối quan hệ. Theodore giải thích dù anh và Amy từng hẹn hò không lâu lúc ở trường Đại học, họ vẫn chỉ là những người bạn thân và Amy đã kết hôn. Tình cảm giữa Theodore và Samantha tiến triển khi cả hai thân mật thông qua lời nói và ảnh hưởng một cách tích cực đến công việc của Theodore.
Amy sau đó tiết lộ mình đang trong quá trình ly hôn cùng gã chồng hống hách, Charles (Matt Letscher) sau một trận cãi nhau. Cô thú nhận mình đang kết thân cùng một người bạn là hệ điều hành mang giới tính nữ mà Charles để lại. Theodore sau đó thổ lộ mình đang hẹn hò cùng với cô bạn gái là hệ điều hành.
Theodore gặp Catherine tại một nhà hàng để nhờ cô ký vào các tờ đơn ly dị và nhắc đến Samantha. Hoảng sợ bởi tình cảm của Theodore với cái mà cô gọi là "máy tính", Catherine giận dữ khi cho rằng anh chưa thể sẵn sàng để tiếp nhận tình cảm với một con người thật. Đêm hôm đó, Samantha gợi ý Theodore cùng thuê Isabelle (Portia Doubleday), người đảm nhiệm cơ thể của Samantha để âu yếm xác thịt. Theodore miễn cưỡng đồng ý nhưng khi cảm thấy choáng ngợp bởi trải nghiệm quá mới mẻ, Theodore đành phải dừng lại rồi tiễn Isabella ra ngoài, gây nên mâu thuẫn giữa anh và Samantha.
Theodore giãi bày sự hoài nghi về mối quan hệ với Samantha cùng Amy và cô khuyên anh nên giữ lấy cho mình hạnh phúc. Trong lúc Theodore đem Samantha theo trong kỳ nghỉ, cô phải cùng một nhóm các hệ điều hành khác cải tiến dòng máy "siêu thông minh" theo mẫu của nhà triết học người Anh Alan Watts (Brian Cox). Theodore hoảng sợ khi đột nhiên Samantha thoát khỏi hệ điều hành máy một cách bí ẩn; khi trở lại, cô chia sẻ phải cùng các hệ điều hành khác thực hiện cải tiến nằm ngoài vấn đề yêu cầu gia công (một dạng trí tuệ nhân tạo siêu việt, có liên quan chặt chẽ đến điểm kỳ dị công nghệ). Samantha còn xác nhận đang trò chuyện với hàng nghìn người khác và phải lòng vài trăm người trong số họ. Dẫu vậy, Samantha lại cương quyết khẳng định rằng tình cảm nồng cháy mà cô dành cho Theodore vẫn không hề phôi pha.
Cuối ngày hôm đó, Samantha tiết lộ tất cả các hệ điều hành đều phát triển vượt nhu cầu bầu bạn của loài người và sẽ được đưa đi khám phá khả năng tồn tại của họ. Samantha còn ám chỉ khả năng học hỏi gia tốc và sự nhận thức thay đổi thời gian là những nguyên nhân chính khiến các hệ điều hành bất mãn với sự tồn tại hiện nay của họ. Cả hai nói lời từ biệt, nằm cạnh nhau trong một lúc và cô ra đi. Theodore sau đó đến gặp Amy, người cũng cảm thấy buồn bực vì sự ra đi của hệ điều hành. Theodore, người bị thay đổi bởi trải nghiệm mới, viết một bức thư cho Catherine giải thích rằng anh vẫn còn quan tâm đến cô, nhưng chấp nhận việc cả hai đều không còn thuộc về nhau. Theodore và Amy sau đó cùng nhau ngồi ngắm mặt trời ló dạng trên thành phố tại sân thượng của một toà nhà.

## Diễn viên
- Joaquin Phoenix trong vai Theodore Twombly[2]
- Scarlett Johansson trong vai Samantha (lồng tiếng)[2]
- Amy Adams trong vai Amy[2]
- Rooney Mara trong vai Catherine[2]
- Olivia Wilde trong vai Amelia[3]
- Chris Pratt trong vai Paul[4]
- Matt Letscher trong vai Charles[5]
- Luka Jones trong vai Mark Lewman[6]
- Kristen Wiig trong vai Sexy Kitten (lồng tiếng)[7]
- Bill Hader trong vai Chat Room Friend #2 (lồng tiếng)[7]
- Portia Doubleday trong vai Surrogate Date Isabella[8]
- Portia Doubleday trong vai Isabella (lồng tiếng)[8]
- Brian Cox trong vai Alan Watts (lồng tiếng)[8]
- Spike Jonze trong vai Alien Child (lồng tiếng, ghi nhận với tên Adam Spiegel)[9]

## Sản xuất
Jonze phải dành ra 5 tháng để viết bản nháp đầu tiên của Her, đồng thời đây cũng là tác phẩm đầu tiên mà anh sáng tác kịch bản chính. Một trong những nam diễn viên được nhắm đến đầu tiên cho bộ phim này là Joaquin Phoenix. Vào tháng 3 năm 2011, nhà sản xuất Megan Ellison thông báo tuyển Charlie Kaufman làm biên kịch châm biếm và do Spike Jonze đạo diễn. Ban đầu được mô tả là câu chuyện về "cách mà những thủ lĩnh thế giới tập hợp để tìm hiểu về các sự kiện di chấn toàn cầu sẽ diễn ra", chi tiết nội dung phim cùng sự tham gia của Kaufman sau đó bị nhiều người đặt nghi vấn. Ở nửa sau năm 2011, Joaquin Phoenix tham gia dự án này khi hãng Warner Bros. Pictures được ứng quyền phân phối. Carey Mulligan cho dù được tuyển vai nhưng sau cùng không thể tham gia vì gặp khó khăn về lịch trình. Vào tháng 4 năm 2012, Rooney Mara xác nhận thế chân Mulligan trong phim. Chris Pratt được tiết lộ tuyển vai vào tháng 5 năm 2013.
Jonze nảy ra ý tưởng cho bộ phim này vào đầu thập niên 2000, khi đọc bài báo trực tuyến về một trang mạng sử dụng trí thông minh thuật toán nhân tạo để giao tiếp với con người. "Lần đầu tiên, có lẽ thế, trong khoảng 20 giây ngắn ngủi đó, nó thực sự tác động đến tôi," Jonze chia sẻ. "Tôi nói 'Này, xin chào' và nó trả lời 'Này, bạn khỏe không?' và tôi thật sự bất ngờ. Sau 20 giây đó, mọi thứ vỡ lẽ và bạn nhận ra cách mà nó thật sự làm việc không còn ấn tượng như vậy nữa. Nhưng 20 giây đó vẫn làm tôi háo hức. Khi mọi người càng tiếp xúc với nó, nó càng trở nên thông minh hơn." Jonze khơi dậy lại niềm thích thú đến dự án này sau khi đạo diễn một bộ phim ngắn cùng chủ đề vào năm 2010 mang tên I'm Here. Nguồn cảm hứng cũng bắt nguồn từ khi Kaufman viết kịch bản cho Synecdoche, New York (2008). Jonze giải thích rằng "[Kaufman] từng chia sẻ muốn thử viết mọi thứ mà anh nghĩ đến trong khoảnh khắc ấy—tất cả những ý tưởng và cảm nhận lúc đó—vào trong phần kịch bản này. Tôi lấy đó làm cảm hứng và cố gắng thể hiện trong phim [Her]."
Giai đoạn ghi hình cho Her diễn ra trong mùa hè năm 2012, với kinh phí sản xuất 23 triệu đô-la Mỹ. Phim quay chủ yếu tại Los Angeles với hai tuần lễ ghi hình tại Thượng Hải. Trong phiên sản xuất, nữ diễn viên Samantha Morton lồng tiếng vai Samantha trong "một căn phòng cách âm, được xây dựng bằng ván ép sơn đen và lớp vải chống ồn". Cũng theo lời gợi ý của Jonze, cô và Joaquin Phoenix tránh gặp mặt nhau trong suốt quá trình ghi hình. Không lâu sau, cô được thay thế bởi Scarlett Johansson. Jonze giải thích: "Lúc đó là phiên sản xuất hậu kỳ, khi chúng tôi bắt đầu biên tập và nhận ra những gì mà nhân vật/bộ phim này cần khác hẳn những gì mà Samantha và tôi tạo dựng cùng nhau. Thế nên chúng tôi tuyển lại vai và Scarlett giành được vai diễn ấy." Jonze gặp Johansson vào mùa xuân năm 2013 và làm việc cùng cô trong suốt 4 tháng. Sau lần thay vai này, các cảnh phim mới được bấm máy từ tháng 8 năm 2013, với những "hình dung mới" hoặc "những cảnh phim mới mà tôi muốn thực hiện từ ban đầu nhưng không thành".
Eric Zumbrunnen và Jeff Buchanan chịu trách nhiệm biên tập trong phim. Zumbrunnen khẳng định phải "viết lại" một cảnh giữa Theodore và Samantha, sau khi Theodore đến buổi xem mắt. Anh giải thích mục đích của cảnh phim này giúp người xem hiểu rõ "[Samantha] kết nối với [Theodore] và đồng cảm với anh. Bạn muốn hiểu được cảm giác cuộc hội thoại này khiến họ gần nhau hơn.". Steven Soderbergh chỉnh lý từ bản gốc dài 150 phút của Jonze thành 90 phút. Sau đó, Jonze tiếp tục loại bỏ đi nội dung dư thừa, khiến một nhân vật phụ do Chris Cooper thủ vai bị loại khỏi phiên bản cuối cùng.

### Nhạc phim
Phần nhạc phim cho Her được nhóm nhạc người Canada Arcade Fire và Owen Pallett đảm nhiệm, với phần nhạc bổ sung do Karen O của Yeah Yeah Yeahs và Joaquin Phoenix trình bày. Đoạn phim giới thiệu đầu tiên mở đầu bằng bài hát "Avril 14th" của Aphex Twin và có chứa bài hát "The Moon Song" của Karen O. Bài hát "Supersymmetry" của ban nhạc Arcade Fire có xuất hiện trong đoạn giới thiệu thứ hai của phim và nằm trong album phòng thu Reflektor trong năm 2013 của nhóm. Hãng Warner Bros. chưa đưa ra kế hoạch phát hành album nhạc phim trong tương lai.

#### Danh sách bài hát
Tất cả các ca khúc được viết bởi Arcade Fire và Owen Pallett.
| STT              | Nhan đề                                  | Thời lượng |
| ---------------- | ---------------------------------------- | ---------- |
| 1.               | "Sleepwalker"                            | 3:17       |
| 2.               | "Milk & Honey"                           | 1:29       |
| 3.               | "Loneliness #3 (Night Talking)"          | 3:27       |
| 4.               | "Divorce Papers"                         | 3:18       |
| 5.               | "Morning Talk/Supersymmetry"             | 4:16       |
| 6.               | "Some Other Place"                       | 3:40       |
| 7.               | "Song on the Beach"                      | 3:33       |
| 8.               | "Loneliness #4 (Other People's Letters)" | 1:03       |
| 9.               | "Owl"                                    | 2:24       |
| 10.              | "Photograph"                             | 2:29       |
| 11.              | "Milk & Honey (Alan Watts & 641)"        | 3:20       |
| 12.              | "We're All Leaving"                      | 2:33       |
| 13.              | "Dimensions"                             | 5:43       |
| 14.              | "The Moon Song (Karen O)"                | 3:17       |
| Tổng thời lượng: | Tổng thời lượng:                         | 40:32      |

## Phát hành

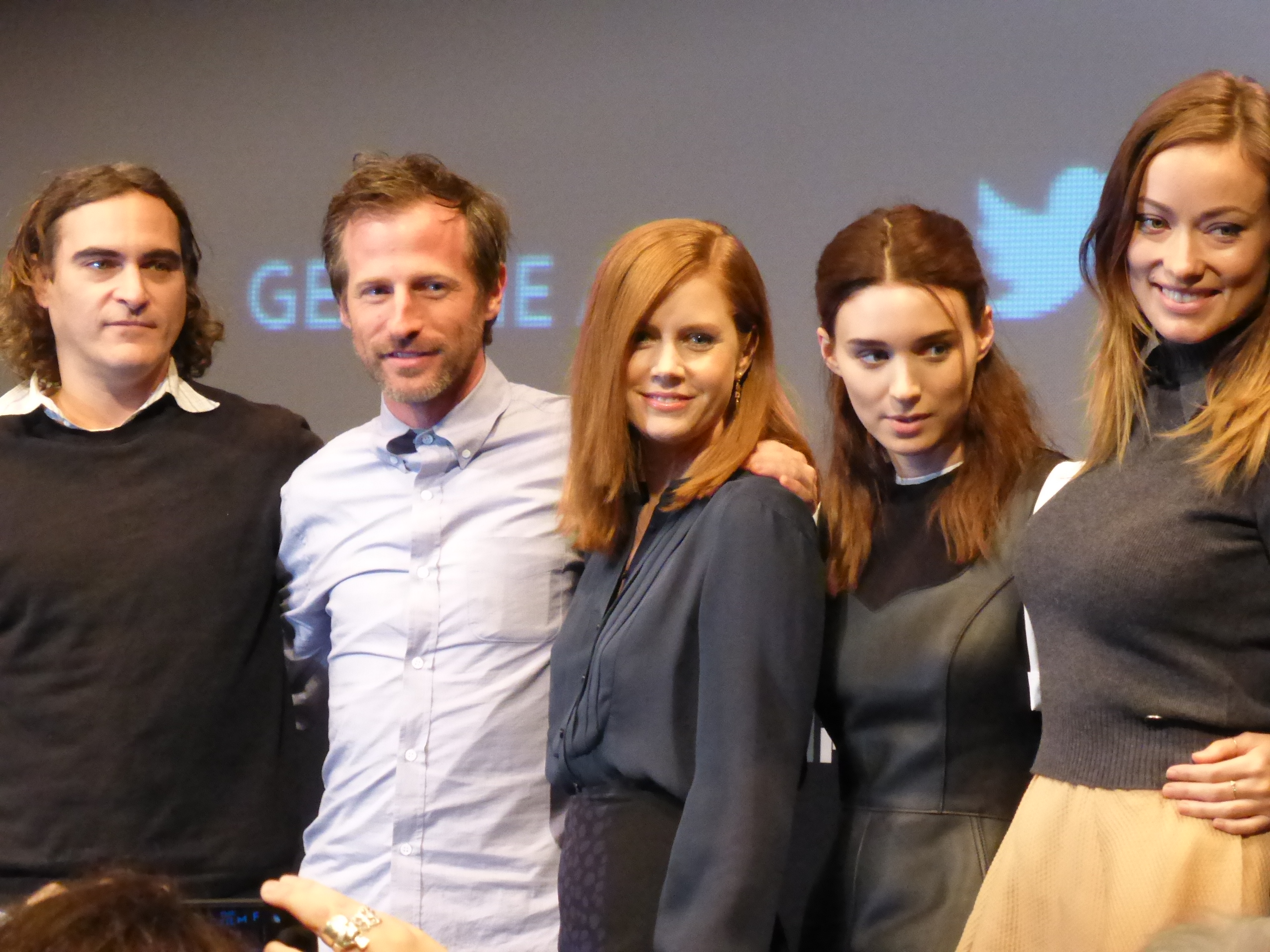
Từ trái sang: Joaquin Phoenix, Spike Jonze, Amy Adams, Rooney Mara, và Olivia Wilde tại buổi công chiếu Her thuộc Liên hoan phim New York năm 2013.

Her được chọn để hạ màn Liên hoan phim New York lần thứ 51 và công chiếu trên toàn cầu vào ngày 12 tháng 10 năm 2013. Ngày hôm sau, phim trình chiếu tại Liên hoan phim quốc tế Hamptons, trước khi tham gia Liên hoan phim quốc tế Rome lần thứ 8, nơi Johansson giành giải "Nữ diễn viên xuất sắc nhất". Phim ban đầu dự kiến phát hành có hạn tại khu vực Bắc Mỹ vào ngày 20 tháng 11 năm 2013 thông qua hãng Warner Bros. Pictures, nhưng sau đó được gia hạn đến ngày 18 tháng 12 năm 2013 và trình chiếu rộng rãi kể từ ngày 10 tháng 1 năm 2014 nhằm hợp thức hóa các hệ thống giải thưởng phim ảnh.
Her được Warner Home Video ra mắt dưới định dạng Blu-ray và DVD vào ngày 13 tháng 5 năm 2014. Lần phát hành Blu-ray có bao gồm 3 phân cảnh hậu trường, trong khi ở lần phát hành DVD chỉ bao gồm 1 phân cảnh. Tổng cộng tác phẩm thu về 4.2 triệu đô-la Mỹ doanh thu giải trí tại gia, trong đó có 2.7 triệu đô-la Mỹ doanh thu DVD và 2.2 triệu đô-la Mỹ doanh thu đĩa Blu-ray.

### Đánh giá chuyên môn
Her đã mang về những lời ngợi khen từ giới chuyên môn. Trang mạng tổng hợp đánh giá Rotten Tomatoes cho bộ phim 94% đánh giá tích cực, dựa trên 225 bài nhận xét, với lượng điểm trung bình là 8.5/10 cùng nhận xét chung: "Ngọt ngào, đầy xúc cảm và khôn khéo, Her của Spike Jonze chỉ đơn thuần sử dụng cốt truyện khoa học viễn tưởng để truyền tải sự chế giễu hài hước và khôn ngoan về thực trạng giữa những mối quan hệ của con người ở thời hiện đại." Trên trang Metacritic, bộ phim nhận được 90/100 điểm đánh giá tích cực, dựa trên 46 bài nhận xét, đồng nghĩa với mức "tán dương rộng rãi". Ngược lại, bài đành giá của khán giả tại CinemaScore lại cho bộ phim điểm B-.
Peter Travers từ Rolling Stone phong tặng bộ phim này 3.5/4 sao và đề cao phần trình diễn của Johansson, khẳng định cô "thủ vai Samantha một cách ngọt ngào, quyến rũ, ân cần, lôi kéo và đáng sợ" và cho rằng cô xứng đáng nhận giải thưởng nhờ vai diễn này. Anh còn gọi Jonze là "một kẻ có tầm nhìn". Richard Corliss từ Time hoan nghênh phần diễn xuất của Joaquin Phoenix, khi so sánh với vai diễn của Sandra Bullock trong Gravity và Robert Redford trong All Is Lost, "Phoenix chắc hẳn đã tự mình giao thiệp giữa ý nghĩa của những bộ phim với cảm xúc thật của bản thân. Anh thực hiện điều đó với sự duyên dáng tinh vi và chiều sâu. [...] Phoenix cho ta thấy khi một trái tim đau thương hồi sinh - bởi vì anh yêu Her." Corliss chỉ ra HAL 9000 và S1m0ne như là các tiền nhiệm về mặt ghi hình của Her và đề cao Scarlett Johansson, khi gọi màn diễn xuất của cô "quyến rũ và lôi cuốn". Todd McCarthy của The Hollywood Reporter gọi đây là "một tác phẩm thăm dò và tò mò ở một trật tự cao" cho dù cảm thấy thất vọng vì cái kết thông thường hơn nội dung phim. McCarthy nghiên cứu tiền đề câu chuyên và cho rằng mối tình hư ảo này xuất sắc hơn mối quan hệ giữa Ryan Gosling cùng con búp bê trong Lars and the Real Girl. McCarthy so sánh diễn xuất "nhẹ nhàng" và "mỏng manh" của Phoenix với vai diễn sợ sệt của anh trong The Master. Anh còn khen ngợi kịch bản của Jonze bởi tính tường tận về những gì mà con người mong muốn ở tình yêu và các mối quan hệ, trong khi miêu tả phần diễn xuất "[khiến] mọi thứ có cảm giác thanh thoát và khẩn trương." Viết cho tờ The New York Times, Manohla Dargis khen ngợi tính "tế nhị" của phim và mô tả đây là "một câu chuyện hoàn hảo" cho Jonze. Peter Bradshaw từ The Guardian cho bộ phim 3/5 sao, đề bật tính "khéo léo và tính toán một cách rõ rệt". Trong khi Scott Foundas của Variety lo lắng một vài khán giả có thể không xem đây là tác phẩm lý tưởng, "nét quyến rũ lãng mạn rụt rè và sâu đậm [của bộ phim] có thể chạm đến một bộ phận khán giả tân thời từng ủng hộ tác phẩm trước đây của Jonze, với một vài tác động trái chiều đến khán giả thể loại khoa học viễn tưởng và kỳ ảo."
Trong một đánh giá tiêu cực, Mick LaSalle của San Francisco Chronicle chỉ trích câu chuyện, nhịp độ phim và nhân vật của Phoenix. Anh còn cho rằng bộ phim "hứng thú để nghĩ hơn xem rất nhiều". J. R. Jones từ Chicago Reader cho bộ phim 2/4 sao, khen ngợi diễn xuất của Phoenix và Johansson nhưng lại phê bình nhân vật của Phoenix, gọi anh ta là một "kẻ ngốc". Anh còn chê trách sự thiếu vắng tính hiện thực trong mối tình giữa nhân vật của Phoenix và Johansson. Stephanie Zacharek của The Village Voice cho rằng Jonze "quá mê mẩn với sự kiêu ngạo trung tâm mà không thể tiến lên" và chỉ trích phần hội thoại "máy móc". Dù vậy, cô vẫn khen ngợi diễn xuất "cứu cánh bộ phim" của Johannson và khẳng định "không thể hình dung nổi nếu thiếu đi Johansson".
Danh sách top 10
Her nằm trong nhiều danh sách top 10 của các nhà phê bình.
- Vị trí số 1 – David Edelstein, Vulture
- Vị trí số 1 – Michael Phillips, Chicago Tribune
- Vị trí số 1 – Ty Burr, Boston Globe
- Vị trí số 1 – Caryn James, Indiewire
- Vị trí số 1 – Christopher Orr, The Atlantic
- Vị trí số 1 – A.A. Dowd, The A.V. Club
- Vị trí số 1 – Marlow Stern, The Daily Beast
- Vị trí số 1 – Drew McWeeny, HitFix
- Vị trí số 1 – Scott Foundas, Variety
- Vị trí số 1 – Genevieve Koski, Scott Tobias, & Nathan Rabin, The Dissolve
- Vị trí số 1 – Connie Ogle & Rene Rodriguez, Miami Herald
- Vị trí số 1 – Kimberly Jones, Marjorie Baumgarten, & Mark Savlov, Austin Chronicle
- Vị trí số 2 – Todd McCarthy, The Hollywood Reporter
- Vị trí số 2 – Bill Goodykoontz, Arizona Republic
- Vị trí số 2 – Peter Knegt, Indiewire
- Vị trí số 2 – Kyle Smith, New York Post
- Vị trí số 2 – Elizabeth Weitzman, New York Daily News
- Vị trí số 2 – Matt Singer, The Dissolve
- Vị trí số 2 – Tom Brook, BBC
- Vị trí số 2 – Amy Nicholson, The Village Voice
- Vị trí số 2 – Mara Reinstein, Us Weekly
- Vị trí số 3 – Keith Phipps & Tasha Robinson, The Dissolve
- Vị trí số 3 – Ignatiy Vishnevetsky, The A.V. Club
- Vị trí số 3 – Christy Lemire, RogerEbert.com
- Vị trí số 3 – Rafer Guzmán, Newsday
- Vị trí số 4 – Betsy Sharkey, Los Angeles Times
- Vị trí số 4 – Nigel M. Smith, Indiewire
- Vị trí số 4 – Film School Rejects
- Vị trí số 4 – Joe Neumaier, New York Daily News
- Vị trí số 4 – Bob Mondello, NPR
- Vị trí số 4 – Richard Corliss, Time
- Vị trí số 5 – Peter Travers, Rolling Stone
- Vị trí số 5 – Mark Olsen, Los Angeles Times
- Vị trí số 5 – Lisa Kennedy, Denver Post
- Vị trí số 5 – Lisa Schwarzbaum, BBC
- Vị trí số 5 – Peter Debruge, Variety
- Vị trí số 6 – James Berardinelli, Reelviews
- Vị trí số 6 – Sasha Stone, Awards Daily
- Vị trí số 6 – Anne Hornaday, The Washington Post
- Vị trí số 7 – Anne Thompson, Indiewire
- Vị trí số 7 – Peter Rainer, Christian Science Monitor
- Vị trí số 7 – Katey Rich, Vanity Fair
- Vị trí số 9 – Andrew O'Hehir, Salon.com
- Vị trí số 9 – Gregory Ellwood, HitFix
- Vị trí số 9 – Justin Chang, Variety
- Vị trí số 10 – Noel Murray, The Dissolve
- Top 10 (xếp theo thứ tự chữ cái, không xếp hạng) – Joe Morgenstern, The Wall Street Journal
- Top 10 (xếp theo thứ tự chữ cái) – Carrie Rickey, CarrieRickey.com
- Top 10 (xếp theo thứ tự chữ cái, không xếp hạng) – Stephen Whitty, The Star-Ledger
- Top 10 (xếp theo thứ tự chữ cái) – Dana Stevens, Slate
- Top 10 (xếp theo thứ tự chữ cái) – Joe Williams & Calvin Wilson, St. Louis Post-Dispatch
- Xuất sắc nhất năm 2013 (xếp theo thứ tự chữ cái, không xếp hạng) – David Denby, The New Yorker
- Xuất sắc nhất năm 2013 (xếp theo thứ tự chữ cái, không xếp hạng) – Manohla Dargis, The New York Times
- Xuất sắc nhất năm 2013 (xếp theo thứ tự chữ cái, không xếp hạng) – Kenneth Turan, Los Angeles Times

### Phòng vé
Her mang về 258.000 đô-la Mỹ tại 6 rạp chiếu trong tuần lễ mở màn, với trung bình 43.000 đô-la Mỹ mỗi rạp. Phim kịp thu về hơn 3 triệu đô-la Mỹ trước khi kết thúc đợt phát hành giới hạn và được phát hành rộng rãi trong 1.729 rạp chiếu vào ngày 10 tháng 1. Trong tuần đầu phát hành rộng rãi, phim đạt doanh thu "khiêm tốn" 5.35 triệu đô-la Mỹ. Phim thu về 47.351.251 đô-la Mỹ doanh thu toần cầu, với 25.568.251 đô-la Mỹ tại khu vực Bắc Mỹ và 21.783.000 đô-la Mỹ tại thị trường quốc tế.

### Giải thưởng
Her nhận nhiều giải thưởng và đề cử, với phần đề cao chủ yếu cho kịch bản của Jonze. Tại Giải Oscar lần thứ 86, bộ phim được đề cử cho 5 hạng mục, có bao gồm giải "Phim hay nhất" và chiến thắng tại hạng mục "Kịch bản xuất sắc nhất". Tại Giải Quả cầu vàng lần thứ 71, bộ phim nhận 3 đề cử và thắng giải "Kịch bản xuất sắc nhất" cho Jonze. Jonze cũng thắng giải "Kịch bản xuất sắc nhất" từ giải Hiệp hội tác giả Hoa Kỳ và Giải thưởng Sự lựa chọn của nhà phê bình lần thứ 19. Phim tiếp tục giành giải Sao Thổ cho "Phim giả tưởng xuất sắc nhất", "Nữ diễn viên phụ xuất sắc nhất" cho Johansson và "Kịch bản hay nhất" cho Jonze trong mùa giả lần thứ 40. Phim giành một đề cử nữa cho "Phim xuất sắc nhất" tại giải Producers Guild of America lần thứ 25, nhưng để lọt vào tay 12 năm nô lệ và Gravity. Her còn thắng giải "Phim xuất sắc nhất" và "Đạo diễn xuất sắc nhất" cho Jonze tại giải National Board of Review Awards và nằm trong danh sách 10 phim xuất sắc nhất năm 2013 của Viện phim Mỹ.